# Beaumont-du-Lac
Beaumont-du-Lac är en kommun i departementet Haute-Vienne i regionen Nouvelle-Aquitaine i västra Frankrike. Kommunen ligger i kantonen Eymoutiers som tillhör arrondissementet Limoges. År 2022 hade Beaumont-du-Lac 136 invånare.

## Befolkningsutveckling
Antalet invånare i kommunen Beaumont-du-Lac
| Referens: INSEE |